# Leptopelis vermiculatus
Leptopelis vermiculatus es una especie de anfibios de la familia Arthroleptidae.
Es endémica de Tanzania.
Está amenazada de extinción por la pérdida de su hábitat natural.